# Stegophiura singletoni
Stegophiura singletoni är en ormstjärneart som beskrevs av McKnight 1975. Stegophiura singletoni ingår i släktet Stegophiura och familjen fransormstjärnor. Inga underarter finns listade i Catalogue of Life.